# 氷見ヶ濱弥太郎
氷見ヶ濱 弥太郎（ひみがはま やたろう、1882年9月2日 - 1942年6月27日）は、現在の富山県氷見市出身で稲川部屋に所属した元大相撲力士。本名は白石 弥之助。身長165cm、体重79kg。最高位は西前頭13枚目。

## 経歴
1901年1月初土俵、1908年5月十両昇進。十両を1場所で通過し、1909年1月新入幕を果たし3場所務めたが、十両、幕下と一気に陥落。1911年6月限りで廃業した。

## 成績
- 幕内3場所8勝15敗2休4分1預
- 通算22場所14勝21敗6休4分4預[1]

### 場所別成績
| 1901年 （明治34年） | 東序ノ口25枚目 –                 | 東序二段28枚目 –             |
| 1902年 （明治35年） | 東三段目53枚目 –                 | 東三段目59枚目 –             |
| 1903年 （明治36年） | 西三段目44枚目 –                 | 西三段目33枚目 –             |
| 1904年 （明治37年） | 西三段目47枚目 –                 | 西三段目23枚目 –             |
| 1905年 （明治38年） | 西幕下36枚目 –                   | 東幕下29枚目 –               |
| 1906年 （明治39年） | 西幕下37枚目 –                   | 東幕下44枚目 –               |
| 1907年 （明治40年） | 西幕下21枚目 1–0 （対十両戦）    | 東幕下3枚目 0–1 （対十両戦） |
| 1908年 （明治41年） | 西幕下4枚目 1–0 1分 （対十両戦） | 西十両3枚目 6–2 2預          |
| 1909年 （明治42年） | 西前頭13枚目 4–4–1 1分           | 東張出前頭15枚目 3–4 2分1預  |
| 1910年 （明治43年） | 東前頭16枚目 1–7–1 1分           | 東十両3枚目 0–1–3 1預        |
| 1911年 （明治44年） | 西十両10枚目 0–3–2               | 西幕下8枚目 引退 0–0–5       |
| 各欄の数字は、「勝ち-負け-休場」を示す。 優勝 引退 休場 十両 幕下 三賞：敢=敢闘賞、殊=殊勲賞、技=技能賞 その他：★=金星 番付階級：幕内 - 十両 - 幕下 - 三段目 - 序二段 - 序ノ口 幕内序列：横綱 - 大関 - 関脇 - 小結 - 前頭（「#数字」は各位内の序列） |                                  |                              |

- 幕下以下の地位は小島貞二コレクションの番付実物画像による。また当時の幕下以下の星取や勝敗数等の記録については2024年現在相撲レファレンス等のデータベースに登録がないため、幕下の勝敗数等において、暫定的に対十両戦の分のみを示している箇所あり。

## 改名
浦嶋→氷見ヶ濱（1904年5月場所-）